# 사카이 다이스케
사카이 다이스케(일본어: 坂井 大将, 1997년 1월 18일 ~ )는 일본의 축구 선수이다. 현재 인도 슈퍼리그의 케랄라 블래스터스 FC에서 뛰고 있다. 2017년 FIFA U-20 월드컵에 출전했었다.

## 구단 경력
그는 2014년부터 2020년까지 J리그의 오이타 트리니타, 알비렉스 니가타, 더스파구사쓰 군마, 가이나레 돗토리에서 활동하였다.

## 국가대표팀 경력
그는 2013년 FIFA U-17 월드컵에 참가할 일본 U-17 국가대표팀에 발탁되었으며, 4경기에 출전, 1득점을 넣었다.
2017년 FIFA U-20 월드컵에 참가할 일본 U-20 국가대표팀에도 발탁되었으며, 2경기에 출전했다.